# 烏爾勞恩峰
46°47′47.3″N 8°55′41.2″E / 46.796472°N 8.928111°E
烏爾勞恩峰（Piz Urlaun），是瑞士的山峰，位於該國東南部，處於格勞賓登州和格拉魯斯州之間接壤的邊界，屬於格拉魯斯山的一部分，海拔高度3,358米，每年平均降雨量2,385毫米。

## 外部連結
- Piz Urlaun on Summitpost （页面存档备份，存于）
- Piz Urlaun on Hikr （页面存档备份，存于）